# Лейкпорт (Калифорния)
Вижте пояснителната страница за други значения на Лейкпорт.
Лейкпорт (на английски: Lakeport в превод Езерно пристанище) е окръжен център на окръг Лейк в щата Калифорния, САЩ. Лейкпорт е с население от 4820 жители и обща площ от 7,20 км² (2,80 мили²). Разломът Сан Андреас преминава на около 48 км (30 мили) на запад от Лейкпорт. Първоначално градът се е казвал Форбстаун кръстен така на Уилям Форбс, производител на каруци. На 14 юни 1861 г. Форбстаун е преименуван на Лейкпорт.